# Rubén Miño i Peralta
Rubén Miño i Peralta (Cornellà de Llobregat, 18 de gener de 1989) és un futbolista català, que juga com a porter, actualment a la UE Cornellà.

## Carrera esportiva
Format a les categories inferiors del Barça, va marxar a la UE Cornellà, on es va estar dues temporades. Acabat aquest temps, va tornar al Barça en edat juvenil, on va ser subcampió de la Copa del Rei juvenil i va pujar al Barça Atlètic, equip on va debutar el 31 d'agost de 2008, contra la Penya Esportiva Santa Eulària, a Segona "B". Va guanyar la titularitat a la portería blaugrana a Oier Olazábal. Va jugar un total de 29 partits a la Segona Divisió B. Aquest mateix any, va fer de suplent amb el primer equip en un partit de la Champions League, que va acabar guanyant el FCBarcelona.
El 6 de febrer de 2009 va ser convocat per la selecció espanyola sub-21.
Aquest any va aconseguir l'ascens a Segona Divisió A, alternant-se amb Oier, amb un total de 19 partits jugats.
El 13 d'agost de 2010, a causa d'una lesió de Pinto i la necessitat de fer descansar Víctor Valdés, va ser inclòs en la convocatòria de dinou homes del primer equip del FC Barcelona per jugar contra el Sevilla FC en el partit d'anada de la Supercopa d'Espanya. Va fer el seu debut el dia 14, jugant el partit sencer.
Un altre fet important va ser la seva convocatòria per la final de la Champions League 2010-11, en la qual va guanyar la seva segona Champions per 3-1. Va estar a la banqueta, sent el porter suplent a causa de la sanció de Pinto.
El juny de 2011 formà part de la selecció espanyola de futbol Sub-21 que va guanyar el Campionat d'Europa de futbol sub-21 de 2011, celebrat a Dinamarca.
Finalment, a l'estiu de 2012, firma com agent lliure amb el RCD Mallorca, on restà fins al 2015.

## Palmarès
Amb el FC Barcelona ha guanyat dues Lligues de Campions (2008-09 i 2010-11), una Copa del Rei (2008-09), dues Lligues espanyoles (2008-09) i una Supercopa d'Espanya.

## Selecció estatal
El juny de 2011 formà part de la selecció espanyola de futbol Sub-21 que va guanyar el Campionat d'Europa de futbol sub-21 de 2011, celebrat a Dinamarca.